# Херисау
Херисау (фр. Herisau, итал. Herisau) је град у североисточној Швајцарској и главни град кантона Апенцел Аусероден.

## Природне одлике
Херисау се налази у североисточном делу Швајцарске. Од главног града државе, Берна, Херисау је удаљен око 200 км источно, док је од ближег Цириха, на 80 км источно. Најближи већи град Херисауу је град Сен Гален, на свега 10 км североисточно од града, па се Херисау може сматрати и његовим предграђем.
Рељеф: Херисау се налази у на области Апенцелских Алпа, на приближно 770 метара надморске висине.
Клима: Клима у Херисауу је оштрија варијанта умерено континенталне климе због знатне надморске висине.
Воде: Кроз Херисау не протиче ниједан значајнији водоток.

## Историја
Подручје Херисауа је било насељено још у време праисторије и Старог Рима, али није имало велики значај.
Херисау се први пут помиње 837. године. Околина је тада припадала манастиру Санкт Гален. 1433. године, Херисау је стекао назависност од Санкт Галена. У време реформације је месно становништво је прихватило протестантску веру. Између 1798. и 1803. године Херисау је био главни град кантона Сентиса. Од 1803. године до данас је главни град кантона Апенцела Аусеродена.

## Становништво
2008. године Херисау је имао преко 15.000 становника, што је свега 20% више него пре једног века. Од тога приближно 20% су страни држављани.
Језик: Швајцарски Немци чине традиционално становништво града и немачки језик је званични у граду и кантону. Међутим, градско становништво је током протеклих неколико деценија постало веома шаролико, па се на улицама Херисауа чују бројни други језици. Тако данас немачки језик матерњи за 87,0% становништва, а најзначајнији мањински језици су српскохрватски (3,8%) и италијански језик (3,4%).
Вероисповест: Месни Немци су у 16. веку прихватили протестантизам. Међутим, последњих деценија у граду се знатно повећао удео римокатолика. Данашњи верски састав града је: протестанти 48,3%, римокатолици 32,1%, а потом следе атеисти, муслимани, православци.

## Привреда
Херисау се налази у срцу источне Швајцарске. Већ од 1537. године град се истиче као важно трговачко средиште.

## Галерија слика
- Херисау са почетка прошлог века
- Стари железнички мост
- Градска железничка станица